# Yuliya Shamshurina
Yuliya Shamshurina (né le 16 juillet 1962) est une ancienne fondeuse soviétique.

## Palmarès

### Championnats du monde
- Championnats du monde de 1989 à Lahti  Finlande:
  -  Médaille d'argent en relais 4 × 5 km

### Coupe du monde
- Meilleur classement final : 8e en 1989.
  - 1 podium en épreuve individuelle, dont 1 victoire.

#### Victoire
| Date             | Lieu  | pays   | Compétition |
| ---------------- | ----- | ------ | ----------- |
| 17 décembre 1988 | Davos | Suisse | 10km TC     |

Légende :

TC = classique

TL = libre

MS = départ en masse

HS = départ avec handicap

PU = poursuite